# Браганса, Даниэл
Даниэл Сантуш Браганса (порт. Daniel Santos Bragança; 27 мая 1999 года, Фазендаш-де-Алмейрин, Португалия) — португальский футболист, полузащитник клуба «Спортинг».

## Клубная карьера
Браганса — воспитанник лиссабонского клуба «Спортинг». В начале 2019 года для получения игровой практики Даниэл на правах аренды перешёл в «Фаренсе». 19 января в матче против «Фамаликана» он дебютировал в Сегунда лиге. 14 апреля в поединке против «Эшторил-Прая» Даниэл забил свой первый гол за «Фаренсе». Летом того же года Браганса был арендован «Эшторил-Прая». 18 августа в матче против «Фаренсе» он дебютировал за новую команду. 1 сентября в поединке против «Варзина» Даниэл забил свой первый гол за «Эшторил-Прая». По окончании аренды Браганса вернулся в «Спортинг». 27 сентября 2020 года в матче против «Пасуш де Феррейра» он дебютировал в Сангриш лиге. В 2021 году Браганса помог клубу выиграть чемпионат и Кубок Португалии.

## Международная карьера
В 2021 году Браганса в составе молодёжной сборной Португалии принял участие в молодёжном чемпионате Европы в Венгрии и Словении. На турнире он сыграл в матче против команды Хорватии, Хорватии, Англии и Швейцарии.

## Достижения
«Спортинг»
- Чемпион Португалии (3): 2020/21, 2023/24, 2024/25
- Обладатель Кубка Португалии: 2024/25
- Обладатель Кубка португальской лиги (2): 2020/21, 2021/22